# Cleistanthus paxii
Cleistanthus paxii är en emblikaväxtart som beskrevs av Eugene Jablonszky. Cleistanthus paxii ingår i släktet Cleistanthus och familjen emblikaväxter. Inga underarter finns listade i Catalogue of Life.